# 九条家
九条家是日本公家五摄家之一（其余四家为近卫家、鹰司家、二条家、一条家），藤原北家嫡流。江户时代石高3043石，为公家最高。明治维新之后为华族之一，爵位为公爵，二战日本投降之后，失去贵族地位和公爵頭銜。家纹为九条藤。

## 概要
九条家出自藤原北家御堂流，该系自藤原道长开始以外戚身份垄断摄政关白之职。后三条天皇之母祯子内亲王是藤原道长的外孙女、中宫妍子的女儿，因此后三条帝不以藤原氏为外戚，并着手削减藤原氏家领。白河天皇院政时期，政令皆出法皇，摄关被架空。鸟羽天皇院政时，为借藤原摄关家的势力，迎娶高阳院泰子为皇后，藤原氏势力有所恢复。保元之乱中，藤原忠通支持后白河天皇得胜后，在后白河院时期出任藤氏长者和摄关。
地方武士势力本来在天皇和摄关的权力之争中扮演次要角色，经过平治、保元两次动乱后，武士成为堪与朝廷对抗的主要政治力量。保元之乱中以平清盛为首的平氏武士集团成为主导朝廷的主要力量，并仿效藤原氏将女儿送入中宫，成为天皇祖父。后白河院不满平氏专政，挑动源氏与平氏斗争。源氏在坛浦之战中消灭平氏，并受封征夷大将军，于镰仓开府。
忠通之后，其子藤原基实成为摄关。由于基实早死，其弟基房成为摄关，二人分别是摄家近卫家和松殿家（南北朝时绝嗣）始祖。镰仓幕府建立后，由于近卫家与松殿家都与平氏和朝廷有亲缘关系，忠通七子藤原兼实成为摄关，并在源赖朝建议下分家，以其邸：位于平安京九条大街的九条殿为家名，开创了摄关家九条流。
九条家与近卫家、松殿家同为摄关三家。九条兼实摄关时，由于近卫家和松殿家衰落，九条家继承兼实异母姐圣子（崇德天皇中宫）的皇嘉门院领，实力雄厚；西园寺家和九条家因为与源赖朝同母妹坊门姬的后代结姻而在镰仓初代获取了相当的政治影响力。松殿家在南北朝断绝，剩下两家地位不相上下。九条家家传两代，九条道家长男九条教实继承九条家，次男良实另立二条家，三男赖经出任镰仓幕府将军，四男实经建立一条家，除赖经外三人都曾出任关白、藤氏长者，道家长女鳟子成为后堀河天皇中宫，并生下四条天皇。九条家一时风光无二。